# Coronilla
Coronilla  L. 1753 è un genere di piante spermatofite dicotiledoni appartenenti alla famiglia delle Fabacee, dall'aspetto di piccoli arbusti perenni dalla tipica infiorescenza a fiori papilionacei disposti a corona.

## Etimologia
Il nome del genere (Coronilla) venne definito dal botanico francese Joseph Pitton de Tournefort (1656 -1708) il primo a dare una chiara definizione del concetto di genere nella classificazione dei viventi. Questo nome deriva dalla curiosa disposizione dei fiori (appunto a “piccola corona”) alla fine del peduncolo. IL genere è stato successivamente introdotto nella tassonomia botanica da Linneo, considerato il padre della moderna classificazione scientifica degli organismi viventi.

## Descrizione
Sono piante erbacee o piccolo-arbustive, a ciclo biologico annuale o perenne. Generalmente sono glabre, raramente tomentose. La caratteristica più evidente è l'infiorescenza disposta a corona su un lungo peduncolo.

### Fusto
Alcune specie hanno alla base dei fusti lignificati, altre hanno il fusto di tipo erbaceo. Quelle di tipo arbustivo generalmente hanno delle ramosità prostrate.

### Foglie
Le foglie sono di vario tipo: semplici, trifogliate o imparipennate. In alcuni casi le foglie sono glauche, oppure con il bordo traslucido.

### Infiorescenza
Le infiorescenze sono a fiori multipli e coronate su lunghi peduncoli. Il colore dei fiori può essere porporino, giallognolo o bianco rosato.

### Fiori
I fiori sono ermafroditi, pentameri, zigomorfi, eteroclamidati (calice e corolla ben differenziati) e diplostemoni (gli stami sono il doppio dei petali).
- Formula fiorale:

K (5), C 3+(2), A (9)+1, G 1 (supero)
- Calice: il calice è gamosepalo ed ha un tubo conico sormontato da 5 denti brevi e ottusi.
- Corolla: la corolla è dialipetala del tipo papilionaceo: ossia è presente un petalo centrale più sviluppato degli altri e ripiegato leggermente all'indietro (= vessillo) di forma spatolata; due petali intermedi (= ali) sono liberi e in posizione laterale e possono essere di forma obovata o oblunga; mentre gli altri due rimanenti, inferiori, (= carena) sono concresciuti e incurvati e contengono l'androceo e il gineceo.
- Androceo: gli stami sono 10 e sono diadelfi (9 saldati insieme e uno libero).
- Gineceo: lo stilo è unico e su un ovario supero formato da un carpello uniloculare. Lo stigma è apicale.

### Frutti
Il frutto è un lungo legume arcuato suddiviso in diverse logge “monosperme” (con un solo seme) con una tipica strozzatura tra loggia e loggia e un rostro nella parte apicale del frutto. I semi sono oblunghi. Questo frutto è deiscente attraverso due linee di sutura.

## Ecologia
Alcune specie sono utilizzate come piante nutrici da alcune larve di lepidotteri come Coleophora coronillae, Coleophora vicinella e numerose altre.

## Distribuzione e habitat
Le piante di questo genere sono diffuse in Europa, Asia occidentale, Africa del nord e isole Canarie. Alcune si sono naturalizzate nell'America settentrionale. In Italia, allo stato spontaneo, si trovano quasi sempre su terreni calcarei e in ambienti aridi e siccitosi come le scarpate o i dirupi.

Delle specie spontanee della nostra flora 6 vivono sull'arco alpino. La tabella seguente mette in evidenza alcuni dati relativi all'habitat, al substrato e alla diffusione delle specie alpine.
| Specie | Comunità vegetali | Piani vegetazionali | Substrato | pH     | Livello trofico | H2O   | Ambiente    | Zona alpina                                |
| --- | ----------------- | ------------------- | --------- | ------ | --------------- | ----- | ----------- | ------------------------------------------ |
| C. coronata | 11                | collinare montano   | Ca        | basico | basso           | secco | F2 F7 G4 I3 | Alpi centro-orientali                      |
| C. minima | 9                 | montano subalpino   | Ca        | basico | basso           | secco | C2 D2 I1    | CN TO CO BS TN                             |
| C. scorpioides | 2                 | collinare           | Ca Si     | neutro | basso           | arido | B1 B2       | BS TN                                      |
| C. vaginalis | 14                | collinare montano   | Ca        | basico | basso           | arido | F2 G2 I1    | tutto l'arco alpino (escl. CN TO AO VC NO) |
| Legenda e note alla tabella Per il “substrato” con “Ca/Si” si intendono rocce di carattere intermedio (calcari silicei e simili); vengono prese in considerazione solo le zone alpine del territorio italiano (sono indicate le sigle delle province). Comunità vegetali: 2 = comunità terofiche pioniere nitrofile 9 = comunità a emicriptofite e camefite delle praterie rase magre secche 11 = comunità delle macro- e megaforbie terrestri 14 = comunità forestali Ambienti: B1 = campi, colture e incolti B2 = ambienti ruderali, scarpate C2 = rupi, muri e ripari sotto roccia E2 = torbiere alte F2 = praterie rase, prati e pascoli dal piano collinare al subalpino F7 = margini erbacei dei boschi G2 = praterie rase dal piano collinare a quello alpino G4 = arbusteti e margini dei boschi I1 = boschi di conifere I3 = querceti sub-mediterranei |                   |                     |           |        |                 |       |             |                                            |

## Tassonomia

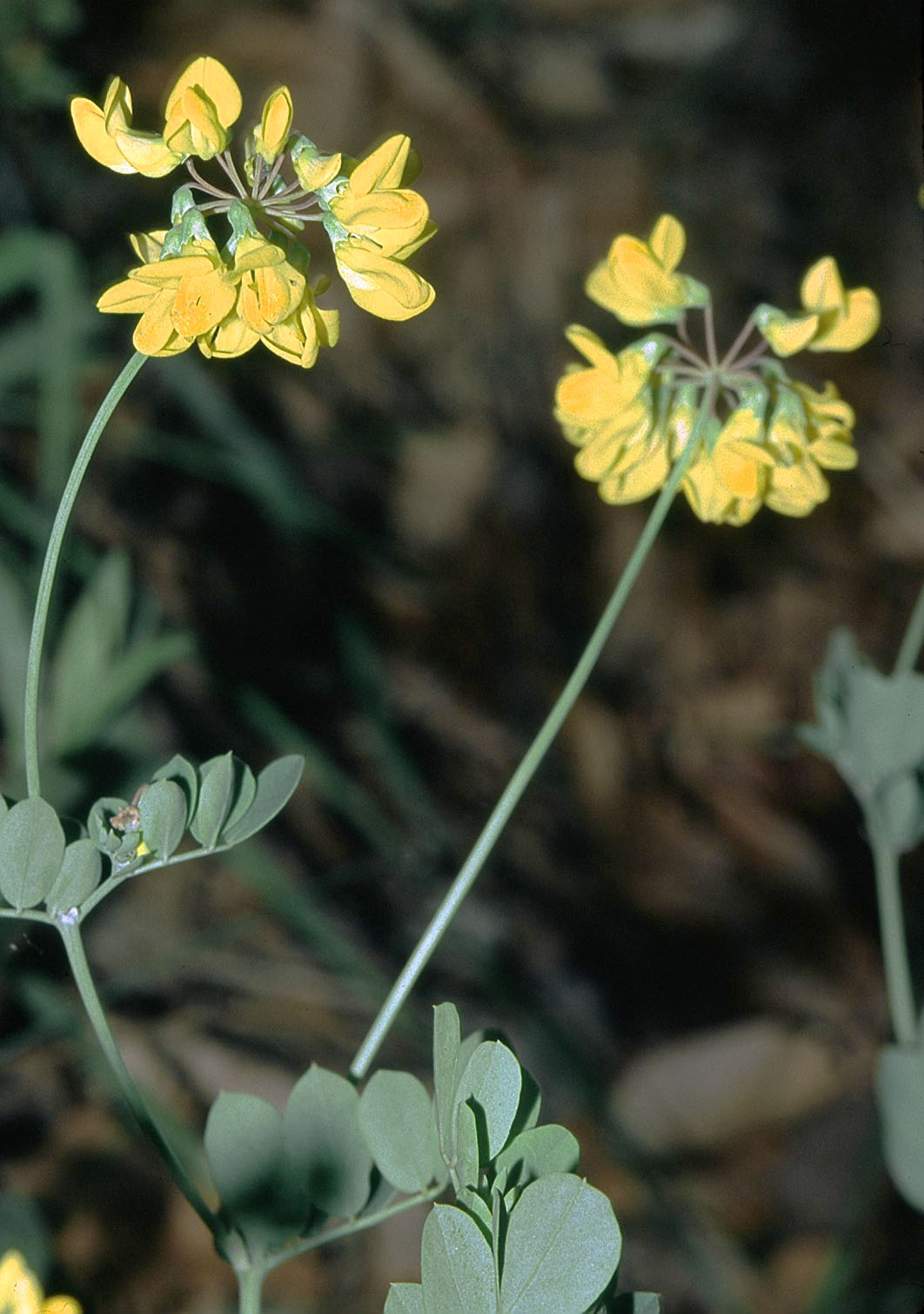
Coronilla coronata

Il genere Coronilla comprende le seguenti specie:
- Coronilla atlantica (Boiss. & Reut.) Boiss.
- Coronilla carinata (Lassen) D.D.Sokoloff
- Coronilla coronata L.
- Coronilla cretica L.
- Coronilla dura (Cav.) Boiss.
- Coronilla elegans Pančić
- Coronilla globosa Lam.
- Coronilla juncea L.
- Coronilla lassenii D.D.Sokoloff
- Coronilla libanotica Boiss.
- Coronilla minima L.
- Coronilla montserratii P.Fraga & Rosselló
- Coronilla orientalis Mill.
- Coronilla ramosissima (Ball) Ball
- Coronilla repanda (Poir.) Guss.
- Coronilla rostrata Boiss. & Spruner
- Coronilla scorpioides (L.) W.D.J.Koch
- Coronilla securidaca L.
- Coronilla somalensis Thulin
- Coronilla talaverae Lahora & Sánchez-Gómez
- Coronilla vaginalis Lam.
- Coronilla valentina L.
- Coronilla varia L.
- Coronilla viminalis Salisb.

Il botanico italiano Adriano Fiori (1865–1950), relativamente alle sole specie della flora spontanea italiana, divideva il genere in tre sezioni: 
- Arthrolobium : le foglie sono semplici o al massimo trifogliate; il fusto è erbaceo in quanto sono piante a ciclo biologico annuale;
- Eucoronilla : possono essere sia specie erbacee che arbustive a ciclo biologico sia annuale che perenne; le foglie sono divise e imparipennate; l'unghia, la parte basale dell'attacco del vessillo della corolla ha dimensioni confrontabili col calice (Coronilla valentina);
- Emerus : questa sezione è formata solamente da specie arbustive (a fusto lignificato) perenni; le foglie sono sempre imparipennate; l'unghia dei petali della corolla è molto più grande del calice.

### Specie spontanee della flora italiana
Per meglio comprendere ed individuare le varie specie del genere (solamente per le specie spontanee della flora italiana) l'elenco che segue utilizza in parte il sistema delle chiavi analitiche.
- SEZIONE A : piante a ciclo biologico perenne (erbaceo o cespuglioso) con corolla gialla;
  - Gruppo 1A : la corolla è lunga meno di 12 mm; il vessillo della corolla è più o meno grande come il calice; le piante sono alte al massimo 100 cm;
    - Gruppo 2A : il margine delle foglie è membranoso e traslucido;

Coronilla coronata L. - Cornetta coronata : è una pianta alta fino a 60 cm; l'infiorescenza è formata da 12 – 20 fiori su peduncoli lunghi 4 – 6 mm. La forma biologica è camefita suffruticosa (Ch suffr), mentre il tipo corologico è Sud Est-Europeo/Pontico; l'habitat tipico sono i prati aridi a substrato calcareo; in Italia è presente solo sulle Alpi dai 100 a 1000 m s.l.m..
Coronilla vaginalis Lam. - Cornetta guainata : questa pianta arriva al massimo a 25 cm di altezza ed è glabra e glauca; i segmenti delle foglie sono brevemente picciolati; sono inoltre presenti delle stipole caduche; l'infiorescenza è formata da pochi fiori (4 - 10) con corti peduncoli (2 - 4 mm). La forma biologica è camefita suffruticosa (Ch suffr), mentre il tipo corologico è Sud Est-Europeo; l'habitat tipico sono i pascoli aridi e le rupi a substrato calcareo; si trova in tutta Italia fino a 2000 m s.l.m..
Coronilla minima L. - Cornetta minima : è una piccola pianta di 15 cm di altezza; i segmenti delle foglie sono sessili; sono inoltre presenti delle brevissime (1 mm) stipole persistenti; l'infiorescenza è formata da pochi fiori (4 - 10) con corti peduncoli (2 - 4 mm). La forma biologica è camefita suffruticosa (Ch suffr), mentre il tipo corologico è Mediterraneo-Occidentale; l'habitat tipico sono i prati aridi a substrato calcareo; si trova in tutta Italia fino a 1500 m s.l.m..
- Gruppo 2B : il margine delle foglie è di tipo comune;

Coronilla juncea L. - Cornetta giunchiforme : l'altezza massima della pianta è di 80 cm; il fusto è del tipo giunchiforme; le foglie (caduche) sono composte da 3 – 7 segmenti a forma lineare-spatolata. La forma biologica è nano-fanerofite (NP), mentre il tipo corologico è Mediterraneo-Occidentale; l'habitat tipico sono le rupi a substrato calcareo e molto aride; in Italia è rara e si trova solo nel Gargano e nell'Argentario fino a 600 m s.l.m..
Coronilla valentina L. - Cornetta di Valenza : l'altezza di questa pianta varia da 30 a 70 cm; il fusto è del tipo normale; le foglie (persistenti) sono composte da 5 – 17 segmenti a forma obovata. La forma biologica è nano-fanerofite (NP), mentre il tipo corologico è Mediterraneo Sud Occidentale; l'habitat tipico sono le rupi a substrato calcareo; in Italia è rara e si trova in modo discontinuo al centro e sud fino a 1500 m s.l.m..
- SEZIONE B : piante a ciclo biologico annuale con corolla gialla;

Coronilla scorpioides (L.) Koch - Cornetta coda di scorpione : le foglie superiori sono semplici e al massimo trifogliate; la pianta è alta 20 cm ed è glabra e glauca. La forma biologica è terofita scaposa (T scap), mentre il tipo corologico è Eurimediterraneo; l'habitat tipico sono gli incolti aridi, pascoli e zone ruderali ; in Italia è comune ovunque fino a 800 m s.l.m..
Coronilla repanda (Poiret.) Guss. - Cornetta ritorta : le foglie sono del tipo imparipennato a 5 – 9 segmenti; la pianta è alta 20 cm ed è glabra e glauca. La forma biologica è terofita scaposa (T scap), mentre il tipo corologico è Mediterraneo-Occidentale; l'habitat tipico sono gli incolti aridi; in Italia è rara con una distribuzione discontinua fino a 600 m s.l.m..

### Generi simili
Molti sono i generi le cui specie possono essere confuse con quelle di Coronilla; qui ne elenchiamo alcuni (tutti appartenenti alla famiglia delle Fabaceae); sono tutti caratterizzati dall'avere il legume diviso in logge:
- Hedysarum L. - Sulla: il tubo del calice è lungo quanto largo; le strozzature del legume non sono molto profonde ed è formato al massimo da 5 segmenti discoidali; si distingue comunque per l'infiorescenza formata da racemi ovoidi (e non coronati come per il genere Coronilla).
- Hippocrepis L. - Sferracavallo: le strozzature del legume sono presenti solamente da un lato ed hanno la caratteristica forma di ferro da cavallo.
- Ornithopus L. - Uccellina: il tubo del calice è allungato (più del doppio del suo diametro); i vari petali della corolla sono un po' più distanziati (in modo particolare le “ali”) e alcune specie presentano il vessillo venato di roseo; le strozzature del legume non sono molto profonde.

## Usi

### Giardinaggio
Qualche specie è passata dallo stato spontaneo a quello coltivato fin dai tempi antichi (Coronilla emerus); altre in tempi relativamente più recenti : il 1722 per la Coronilla valentina. In genere il loro uso è unicamente nel giardinaggio come piante da aiuole.